# Joanna Paciorek-Sadowska
Joanna Maria Paciorek-Sadowska – polska chemiczka, inżynier, dr hab. nauk technicznych, profesor uczelni Instytutu Inżynierii Materiałowej Uniwersytetu Kazimierza Wielkiego w Bydgoszczy.

## Życiorys
W 1998 ukończyła studia technologii organicznej w Akademii Techniczno-Rolniczej im. J. J. Śniadeckich w Bydgoszczy, 26 września 2003 obroniła pracę doktorską Badania wpływu pochodnych kwasu borowego na właściwości sztywnych pianek poliuretanowo-poliizocyjanurowych (PUR-PIR), 25 września 2012 habilitowała się na podstawie pracy zatytułowanej Badania nad wpływem pochodnych kwasu borowego i N,N'-di(hydroksymetylo)mocznika na właściwości sztywnych pianek poliuretanowo-poliizocyjanurowych.
Została zatrudniona na stanowisku profesora nadzwyczajnego w Instytucie Techniki na Wydziale Matematyki, Fizyki i Techniki Uniwersytetu Kazimierza Wielkiego.
Jest profesorem uczelni w Instytucie Inżynierii Materiałowej Uniwersytetu Kazimierza Wielkiego w Bydgoszczy.